# 香港島專線小巴24M線
香港島專線小巴24M線是香港一條來往金鐘站和畢拉山的小巴路線，由金煌營運。
香港島專線小巴24A線是24M的輔助線，來往金鐘站和肇輝臺，以循環線運作，只於平日上下午繁忙時間提供服務，其於時間由24M線加經肇輝臺取代。

## 歷史
- 1980年1月18日：運輸署公開招標6組共10條專綫小巴新路線的經營權，此路線與25編為同一組。[1]由客運營業證編號2649C的營辦商投得。
- 1980年7月13日：24線投入服務，當時來往睦誠道及金鐘站，每30分鐘一班。當時回程駛經軍器廠街、駱克道、分域街、莊士敦道及利東街，並繞經祈禮士道、谷柏道、衛信道及包華士道。[2][3]
- 1980年9月7日：派車增加三輛至共五輛，班次加密至12分鐘一班，並由睦誠道延長至畢拉山公務員宿舍。[4][5][6]
- 1981年：增設來往肇輝臺的繁忙時間短途特別車，疏導沿途上車之乘客。
- 1985年5月31日：配合港島綫首段通車而改稱24M。[7]
- 1986年5月5日：肇輝臺特別班次獲獨立編為24A線。
- 1991年：由金煌專線小巴接辦。
- 2000年12月26日：配合金鐘（東）巴士總站及其連接路之行車方向調換，此路線之金鐘地鐵站總站遷往德立街路旁大家樂外。

## 服務時間及班次
24M
| 服務日期           | 服務時間    | 班次      |
| ------------------ | ----------- | --------- |
| 由金鐘站開往畢拉山 |             |           |
| 星期一至五         | 07:00-23:00 | 15-20分鐘 |
| 星期六             | 07:00-23:00 | 15-20分鐘 |
| 星期日及公眾假期   | 07:00-23:00 | 15-20分鐘 |
| 由畢拉山開往金鐘站 |             |           |
| 星期一至五         | 06:30-22:30 | 15-20分鐘 |
| 星期六             | 06:30-22:30 | 15-20分鐘 |
| 星期日及公眾假期   | 06:30-22:30 | 15-20分鐘 |

24A
由金鐘站開出
- 星期一至六：06:00-10:00／16:00-19:00（15分鐘）

24A線在星期日及公眾假期暫停服務，在24A線的服務時段內，24M線不入肇輝臺。

## 收費
24M
- 全程收費：$7
  - 大坑道近藍塘道口往金鐘站：$5.0
  - 香港華仁書院往金鐘站：$3.7
  - 灣仔街市往畢拉山：$5.0
  - 大坑道近藍塘道口往畢拉山：$3.7

24A
- 全程收費：$5

## 外部連結
- 金煌專線小巴有限公司：港島區專線小巴24A線 （页面存档备份，存于）
- 金煌專線小巴有限公司：港島區專線小巴24M線 （页面存档备份，存于）
- 小巴薈：港島區專線小巴24A線 （页面存档备份，存于）
- 小巴薈：港島區專線小巴24M線 （页面存档备份，存于）